# Сильва, Луиджи
Луиджи Сильва (итал. Luigi Silva; 13 ноября 1903 года, Милан — 29 ноября 1961 года) — итальяно-американский виолончелист и музыкальный педагог.
Сын вокального педагога, получил первые уроки музыки у своего отца. С шести лет занимался виолончелью, затем окончил Болонскую консерваторию по классу Артуро Бонуччи. В дальнейшем играл в оркестре Римской оперы, одновременно беря уроки композиции у Отторино Респиги. В 1933 г. был удостоен премии имени Луиджи Боккерини на национальном конкурсе виолончелистов в Риме; сочинения Боккерини составляли, особенно после этого, важную часть репертуара Сильвы.
В 1939 г. Сильва эмигрировал в США, в дальнейшем принял американское гражданство. Концертировал как ансамблевый музыкант, в том числе в 1949—1956 гг. в составе фортепианного трио Леопольда Маннеса (со второго сезона вместе с Брониславом Гимпелем). В 1941—1949 гг. Сильва возглавлял отделение виолончели и камерного ансамбля в Истменовской школе музыки, затем преподавал в Маннес-колледже и других ведущих музыкальных учебных заведениях, в том числе с 1953 г. и до конца жизни в Джульярдской школе. Автор ряда виолончельных аранжировок, в том числе переложения Чаконы Витали.